# دن ایوگا
دن ایوگا (انگلیسی: Dan Iuga؛ زادهٔ ۱۳ نوامبر ۱۹۴۵) ورزشکار ورزش تیراندازی اهل رومانی است.
وی در مسابقات کشوری و بین‌المللی در مجموع برندهٔ ۲ مدال طلا، ۲ مدال نقره، ۱ مدال برنز شده‌است.